# محمد الصقعبي
محمد الصقعبي فنان تشكيلي سعودي، يعد أحد رواد الفن التشكيلي في المملكة العربية السعودية، وأول رئيس لفرع الجمعية العربية السعودية للثقافة والفنون في الدمام عام 1978م. تميز منذ بداياته بأسلوب تجريدي جريء، وبالخطوط التجريدية مستلهمة مما حوله من بيئة دمجها بمشاعر الفنان، إلى جانب تجربته مع التشكيل بالحرف العربي واللوحات الحروفية بأسلوب خاص عبر فيه بآياتٍ قرآنية وعبارات وطنية.

## التعليم
- حاصل على بكالوريوس هندسة الديكور من أكاديمية الفنون الجميلة بفلورنسا في إيطاليا عام 1969م.[6]

## العمل
- بعد تخرجه عمل في محطة تلفزيون الدمام مهندساً للديكور.
- عمل مدرساً لأسس التصميم بكلية العمارة والتخطيط في جامعة الملك فيصل بالدمام.
- عمل رئيسًا للنشاطات اللا منهجية بكلية العمارة والتخطيط في جامعة الملك فيصل.[7]

## المعارض
- معرض شخصي للخط العربي في كلية العمارة والتخطيط في جامعة الملك فيصل عام 1958م.
- شارك في معرض فناني المملكة الذي نظمته جمعية الثقافة والفنون في الرياض عام 1978م.[8]
- معرض جماعي في مجمع الراشد عام 1997م.
- شارك في العديد من المعارض الجماعية داخل السعودية وخارجها، في الكويت والمغرب.[1]
- افتتح معرضاً دائماً لأعماله الفنية بقاعة في «درة الشرق» في الدمام عام 2010م.[9]
- أقامت صالة تجريد للفنون في مدينة الرياض معرضاً تكريمياً للفنان محمد الصقعبي عام 2021م، وضمّ عدداً من اللوحات يعود تاريخها إلى ما بين عامي 1970م و1980م بعد انقطاع عن الساحة التشكيلية.[5]

## العائلة
ابنته هي الفنانة التشكيلية بسمة الصقعبي.